# Elatichrosis
Elatichrosis is een geslacht van kevers uit de familie  
kniptorren (Elateridae).
Het geslacht is voor het eerst wetenschappelijk beschreven in 1921 door Hyslop.

## Soorten
Het geslacht omvat de volgende soorten:
- Elatichrosis adusta Neboiss, 1960
- Elatichrosis aeneola (Candèze, 1865)
- Elatichrosis angusticollis (Blackburn, 1900)
- Elatichrosis barbata (Candèze, 1865)
- Elatichrosis bifoveolata (Schwarz, 1902)
- Elatichrosis brevicollis (Broun, 1881)
- Elatichrosis bullarta Neboiss, 1960
- Elatichrosis caledonica (Schwarz, 1903)
- Elatichrosis castanea (Broun, 1881)
- Elatichrosis certa (Broun, 1881)
- Elatichrosis clivalis Neboiss, 1960
- Elatichrosis dirana Neboiss, 1960
- Elatichrosis dubitans Broun, 1912
- Elatichrosis elongata (Sharp, 1877)
- Elatichrosis exarata (Candèze, 1863)
- Elatichrosis eximia (Broun, 1893)
- Elatichrosis fulvipes (Broun, 1881)
- Elatichrosis gananga Neboiss, 1960
- Elatichrosis impressa (Broun, 1893)
- Elatichrosis kituga Neboiss, 1960
- Elatichrosis lansbergei (Candèze, 1882)
- Elatichrosis livens (Broun, 1881)
- Elatichrosis polita (Sharp, 1877)
- Elatichrosis sequestris Neboiss, 1960
- Elatichrosis setigera (Broun, 1881)
- Elatichrosis trisulcatus (Erichson, 1842)
- Elatichrosis valida (Broun, 1881)
- Elatichrosis vrydaghi Neboiss, 1960
- Elatichrosis wilsoni Neboiss, 1960